# Maubec, Vaucluse
Maubec là một xã trong tỉnh Vaucluse thuộc vùng Provence-Alpes-Côte d’Azur ở đông nam nước Pháp. Xã này nằm ở khu vực có độ cao trung bình 105 mét trên mực nước biển.
Sông Calavon chảy theo hướng tây qua phía bắc thị trấn.